# David Amaro
David Amaro (pravo ime: David Dekić), pevec, skladatelj in besedilopisec bosanskega porekla, * 3. avgust 1993, Jesenice, Slovenija.

## Življenje v Sloveniji, 2005–2013
David Amaro, rojen kot David Dekić, je svoje otroštvo preživel na Gorenjskem, na Bledu, in ravno na Gorenjskem je začel s svojimi prvimi glasbenimi koraki. Njegov prvi vidnejši nastop je bil na pevskem tekmovanju Prvi glasek Gorenjske 2005 pri dvanajstih letih.
Takrat je pristal na tretjem mestu po glasovanju občinstva v dvorani. Istega leta je postal del televizijske oddaje Veseli mikrofon na TV Paprika (ki jo je vodila Tanja Žagar), kjer je na koncu pristal na drugem mestu. V oddaji ga je opazil Miki Šarac, njegov poznejši menedžer in producent, z založbe Gong Records, ki mu je ponudila sodelovanje. 
Z založbo Gong je sodeloval 7 let ter pod imenom David Grom izdal tri videospote za pesmi »Ta ljubezen« (2006), »Veš, da mislim nate« (2009) in »Za vedno« (2011). Leta 2011 je izdal tudi album z naslovom Veš, da mislim nate.
V sedmih letih delovanja kot David Grom se je udeležil tudi različnih festivalov, tako slovenskih kot mednarodnih:
- s pesmijo »Ta ljubezen« je leta 2006 zmagal na otroškem festivalu FeNS
- s pesmijo »Prvič« je leta 2007 zmagal na mednarodnem Laktaškem festivalu v BiH (prva nagrada otroške žirije in druga nagrada strokovne komisije), 2008 pa je z njo slavil na festivalu Zlata nutka na Poljskem[6]
- s pesmijo »Ne prosi me« je bil leta 2008 na najstniškem FeNS-u tretji[1][7]
- s pesmijo »Veš, da mislim nate« je leta 2009 zmagal na najstniškem festivalu FeNS
- s pesmijo »Sakaj me« makedonskega avtorja Grigorja Koprova, ki jo je zapel v makedonščini, se je leta 2009 uvrstil v finale festivala Ohridski trubaduri[8]
- s pesmijo »Za vedno« je leta 2012 zastopal Slovenijo na festivalu Slavianski Bazaar v Belorusiji in zasedel 7. mesto[9]
- s pesmijo »Lepa si moja« Grigorja Koprova je leta 2012 na festivalu Zlaten kesten v Petriču v Bolgariji osvojil prvo nagrado občinstva in žirije[10][11]
- leta 2012 je nastopil tudi na Makfestu v Štipu s pesmijo »Vinovna za se«, ki jo je prav tako napisal Grigor Koprov in ki jo je zapel v makedonščini[12]

V tem obdobju (ko je nastopal kot David Grom) je kot gost redno nastopal na koncertih Tanje Žagar, ki je bila tudi avtorica besedil večine njegovih pesmi.
Preizkusil se je tudi na gledaliških odrih: dve leti je igral vlogo Friedricha, enega izmed von Trappovih otrok, v muzikalu Moje pesmi, moje sanje, ki ga je oder na postavilo Prešernovo gledališče Kranj. Avdicijo za to vlogo je uspešno opravil tudi zahvaljujoč šolnini za šolo muzikala, ki jo je prejel od Mojce Horvat in Simone Vodopivec.

## Selitev v Manchester in sprememba umetniškega imena
Dekić je sprva, dokler je bil pod okriljem založbe Gong Records oz. do selitve v Veliko Britanijo pri 19 letih nastopal pod imenom David Grom (ime je zaščiteno pod založbo, zato ga ni mogel več uporabljati). Novo umetniško ime – David Amaro – si je nadel po istoimenskem filtru na Instagramu; želel si je, da bi bilo ime bolj "mednarodno zveneče", da bi ga Angleži lažje izgovarjali.

## Življenje v Veliki Britaniji
V času življenja v Manchestru je David svojo samostojno pot dal na stranski tir in se posvetil vokalnemu izobraževanju, nastopanju kot backvokalist ter petju v gospel zboru Manchester Inspirational Voices, ki je bil leta 2016 imenovan za BBC-jev gospel zbor leta (natančneje, l. 2016 so zmagali na tekmovanju BBC Songs of Praise Gospel Choir of the Year). Vodja zbora Wayne Ellington je tudi njegov učitelj petja. V tem zboru je nekaj let prepeval tudi britanski pevec JP Cooper, s katerim je imel Amaro priložnost sodelovati – bil je njegov backvokalist pri live "vevo" različici pesmi »Good Friends«.
V svojem dosedanjem udejstvovanju v zboru Manchester Inspirational Voices je Amaro šel na kar nekaj turnej (po Poljskem, Nemčiji, Španiji, Franciji). Bil je eden izmed pevcev spremljevalnega zbora, ki je spremljal Take That na njihovi arenski turneji.

## Znan obraz ima svoj glas
Jeseni 2019 je Amaro sodeloval v 5. sezoni šova Znan obraz ima svoj glas in bil eden od finalistov. Preobrazba v Jima Carreyja oziroma v lik Maske v drugem tednu mu je prinesla prvo in edino tedensko zmago, petkrat pa je pristal na drugem mestu (Hozier, Prince, Halid Bešlič, Ceca, Justin Timberlake). Še posebej odmeven je bil njegov nastop kot Ceca.
| #   | Preobrazba         | Pesem                         |
| --- | ------------------ | ----------------------------- |
| 1.  | Fred Astaire       | "Cheek to Cheek"              |
| 2.  | Jim Carrey (Maska) | "Cuban Pete"                  |
| 3.  | Hozier             | "Take Me to Church"           |
| 4.  | Justin Bieber      | "Sorry"                       |
| 5.  | Cher               | "Dov'è l'amore"               |
| 6.  | Prince             | "Kiss"                        |
| 7.  | Halid Bešlić       | "Miljacka"                    |
| 8.  | Čuki               | "Komar"                       |
| 9.  | Ceca               | "Beograd"                     |
| 10. | Wham!              | "Wake Me Up Before You Go-Go" |
| 11. | Justin Timberlake  | "Can't Stop the Feeling!"     |
| 12. | James Arthur       | "Impossible"                  |

## Free Minds
9. oktobra 2019 je David izdal svoj prvi singel pod imenom David Amaro z naslovom »Free Minds«. Pri pesmi je sodeloval s slovenskim glasbenim producentom Minlessom, besedilo zanjo pa je napisal sam: "Besedilo za pesem sem napisal na letalu, ravno na poti nazaj v Manchester, ko sem se vračal z enega izmed prvih sestankov za Znan obraz ima svoj glas, kjer sem prav tako veliko govoril o svojem življenju. Napisal sem besedilo, ki pokaže, da verjamem, da sem močnejši, kot sem si mislil. V življenju greš skozi različna obdobja tudi takšna, ko dvomiš vase, tako se tudi pesem začne, potem pa v refrenu ugotovim, da ne bom jokal za nečim, ki mi tako ali tako ni namenjeno." V pesmi se dotakne tudi LGBT tematike (verz "I won't shy from kissing guys"). Zanjo je posnel tudi videospot, ki ga je režiral Matic Gabriel. Ta prikazuje zgodbo fanta, ki se z božjo pomočjo osvobodi, začne verjeti vase in se sprosti ter po nerodnem začetku uspešno prestane plesno avdicijo.

## Najbolj iskani slovenski pevec leta 2019
Po podatkih Googla je bil Amaro v letu 2019 najbolj "guglan" slovenski glasbenik, prehitela ga je zgolj Madonna.

## Zasebno življenje
Amaro je javno povedal, da je gej. V 3. oddaji šova Znan obraz ima svoj glas, v kateri je zapel Hozierjevo pesem »Take Me to Church«, je Amaro spregovoril o svoji istospolni usmerjenosti, ki je bila glavni razlog, da se je pri 19-ih preselil v Manchester. V pogovoru z voditeljem Denisom Avdićem je povedal, da je Slovenijo zapustil, ker se ni počutil sprejetega.

## Diskografija
David Amaro
- 2019: Free Minds (z Minlessom)
- 2020: Repriza
- 2020: Raj
- 2020: Krenula priča
- 2020: Kad ti dotaknem usne (z Ines Erbus)
- 2022: Še vedno si lepa (EMA 2022)
- 2022: Još uvek si lepa
- 2022: Baš je glupo biti sam (z Ines Erbus)
- 2022: Kreten
- 2023: Uživam
- 2024: Možda nam i Bog zavidi

David Grom
Albumi
- 2011: Veš, da mislim nate

| Veš, da mislim nate |
| --- |
| 1. En klic stran 2. Veš, da mislim nate 3. Ne prosi me 4. Polna luna 5. Naj pada zdaj dež 6. Za vedno 7. Sakaj me 8. Sprašujem te 9. Prvič 10. Ta ljubezen 11. Tajno moja 12. Voli me |

Singli
- 2006: Ta ljubezen
- 2009: Veš, da mislim nate[21]
- 2009: Sakaj me
- 2010: Polna luna[22]
- 2011: Za vedno[23]
- 2011: Naj pada zdaj dež[24]
- 2012: En klic stran[25][26]
- 2012: Lepa si moja
- 2013: Dinamit[27]